# Helmi Gasser
Wilhelmine 'Helmi' Gasser (Luzern, 8 juni 1928 - Bazel, 13 december 2015) was een Zwitserse kunsthistorica.

## Biografie
Helmi Gasser was een dochter van Emil Gasser, een tandarts, en van Wilhelmine Eggstein. Na haar schooltijd in Bazel studeerde ze kunstgeschiedenis, archeologie en Duitse literatuur in Bazel en Parijs. In 1955 behaalde ze een doctoraat, waarna ze ook het werk van de Zwitserse kunsthistoricus Heinrich Wölfflin zou gaan classificeren. In datzelfde jaar werd ze artistiek correspondente voor de krant Neue Zürcher Zeitung, wat ze bleef tot 1961, toen ze in dienst ging bij de Bazelse stedelijke monumentendienst. Vanaf 1979 schreef ze als redactrice van Die Kunstdenkmäler der Schweiz bijdragen over het kanton Uri. Ze was bovendien lid van verscheidene (kunst)historische verenigingen.

## Onderscheidingen
- Ereburger van het kanton Uri (1998)
- Eremedaille van de gemeente Altdorf (2004)

## Werken
- (de)  Das Gewand in der Formensprache Grünewalds, 1955.